# Гёксун
Гёксун (тур. Göksun) — город и район в провинции Кахраманмараш (Турция).

## История
В древности — город Кукус (др.-греч. Κουκουσσός, лат. Cucusus) в провинции Армения Вторая. Император Флавий Аркадий назначил Кукус местом ссылки святителя Иоанна Златоуста.
Район был образован в 1908 году.
Титулярная епархия Католической церкви.

## Известные уроженцы
- Ахмед Чинар[авар.] — турецкий политический деятель аварского происхождения.
- Юсуф Дикеч (тур. Yusuf Dikeç; 1 января 1973) — турецкий стрелок, чемпион мира и Европы, участник пяти Олимпийских игр (2008, 2012, 2016, 2020, 2024). Серебряный призёр Олимпийских игр в Париже 2024	пневм. пистолет, 10 м (смеш. пары)